# وراثة الخصائص المكتسبة

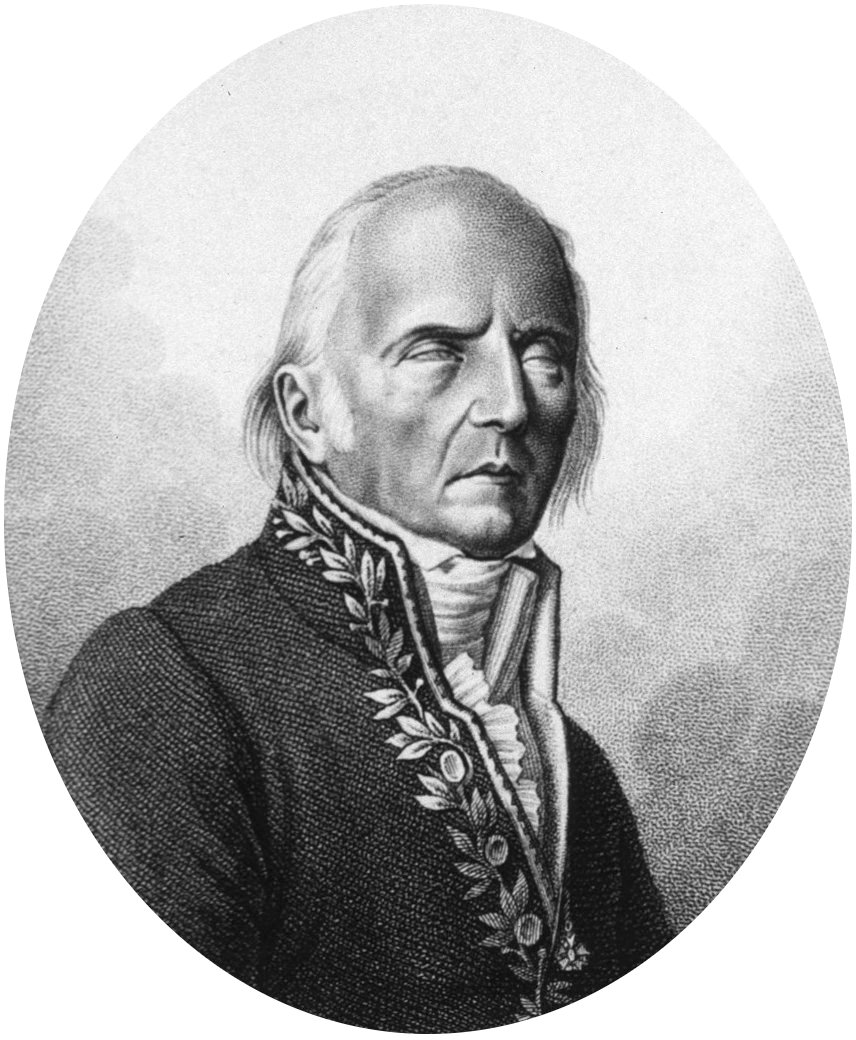
جان باتست لامارك

وراثة الخصائص المكتسبة هي افتراضية تشير إلى أن التغيرات الوظيفية التي تم اكتسابها خلال حياة كائن ما (مثل تضخم العضلة نتيجة الاستعمال المتكرر) يمكن أن تنتقل إلى النسل. ويشار إليها أيضًا بصورة عامة بـنظرية التكيف والتي تعادل نظرية التطور لدى العالم الفرنسي عالم الطبيعة "جان باتسيت لامارك" المعروفة باسم اللاماركية.

## معلومات تاريخية
لقد طرح أبقراط وأرسطو الفكرة في العصور القديمة وكانت مقبولة بصورة عامة حتى زمن لامارك. لقد طرح لامارك نظريته عام 1809 في العام الذي وُلد فيه داروين. لقد لاحظ العديد من خطوط الاتصال بين السلالات من خلال مقارنة الأنواع الحالية بالأشكال الحفرية. فلاحظ أن الحفريات كلما كانت أقدم كانت أكثر شبهًا بالأنواع الحديثة. وقد تضمنت نظرية لامارك فكرتين؛ الأولى كانت نظرية الاستعمال والإهمال؛ وهي فكرة أن أعضاء الجسم التي تُستعمل مرارًا تصبح أقوى وأكبر، بينما الأعضاء التي لا تُستعمل تضمحل تدريجيًا ثم تختفي. والفكرة الثانية هي نظرية وراثة الخصائص المكتسبة وهو المفهوم الذي يشير إلى أن التعديلات التي تقع أثناء فترة حياة كائن ما تنتقل إلى نسله. ومثاله كان الزرافة.
فقد اعتقد أن رقبة الزرافة الطويلة كانت نتيجة لقيام الأسلاف من الزراف بمدّ رقابهم إلى مسافات أطول وأطول أثناء محاولة الوصول إلى فروع الأشجار العالية. وقد طرح جورد دي بوفون قبل لامارك أفكارًا حول التطور تضمنت هذا المفهوم، وكذلك تشارلز داروين بعد لامارك وضع نظريته في وراثة الصفات المكتسبة، شمولية التخلق. وقد رُفض المفهوم الأساسي لوراثة الخصائص المكتسبة في نهاية الأمر بصور واسعة في فترة مبكرة من القرن العشرين.
ففي فترة العشرينيات درس باحث جامعة هارفارد وليام ماكدوجل قدرات الفئران على الخروج الصحيح من المتاهات. وقد زعمت تقاريره أن نسل الفئران التي عرفت المتاهة كانت أسرع في التحرك خلال هذه المتاهات. ففي البيانات التي ذكرها، أخطأ الفأر الأول في الخروج من المتاهة 165 مرة قبل السير خلالها في كل مرة بصورة صحيحة، ولكن بعد أجيال قليلة أمكن السير خلال المتاهة مع انخفاض الخطأ إلى 20 مرة. وقد ردّ ماكدوجال هذا إلى عملية التطور اللاماركية نوعًا ما. وبالرغم من ذلك إلا أن نتائج ماكدوجال لم تُكرر مطلقًا بتجارب أخرى، وانتُقدت لما تضمنته من مشكلات منهجية كثيرة وضعف حفظ النتائج.
وخلال حكم جوزيف ستالين في اتحاد الجمهوريات السوفيتية الاشتراكية في فترة الثلاثينيات، كانت نظرية وراثة الخصائص المكتسبة مركزًا لنظام المبادئ الذي وضعه تروفيم ليسنكو رئيس الأكاديمية السوفيتية للعلوم الزراعية ثم تقدمت الليسنكوية في المقام الأول لخدمة الزراعة السوفيتية حيث انتهى أمرها بفشل مرير.
ومؤخرًا قام الباحثون باختبار هذا المفهوم مجددًا في ضوء اكتشافات علم الوراثة اللاجيني وعلم الوراثة اللاجيني عبر الأجيال. ففي بعض الحالات كشفت التجارب التي أجريت على الآباء أو حتى الأجداد وجود اختلافات في التعبيرات الجينية.

## اقتباسات
1. ↑  Campbell، Neil؛ Reece، Jane (2011) [2002]، "22"، Biology (ط. Sixth)، Benjamin Cummings، ص. 431 {{استشهاد}}: الوسيط غير المعروف |شهر= تم تجاهله يقترح استخدام |تاريخ= (مساعدة)
2. ↑  WE Agar, FH Drummond, OW Tiegs, MM Fourth (final) report on a test of McDougall's Lamarckian experiment on the training of rats Journal of Experimental Biology, 1954 نسخة محفوظة 20 يوليو 2020 على موقع واي باك مشين.
3. ↑  FAE Crew A repetition of McDougall's lamarckian experiment Journal of genetics, 1936 نسخة محفوظة 19 سبتمبر 2012 على موقع واي باك مشين.